# الكرماستي
يوسف بن حسين الكرماستي (ت: 906 هـ / 1500م) فقيه حنفي من قضاة الدولة العثمانية.

## سيرته
برع في العلوم العربية والشرعية. تولى التدريس، ثم القضاء في بروسة، فالقسطنطينية، وتوفي فيها. له من المصنفات: الوجيز في الأصول: اختصره من متن له مختصر أيضًا اسمه زبدة الوصول إلى علم الأصول في أصول الدين، وكتاب شرح الوقاية: في الفقه، وكتاب في علم المعاني، ورسالة في عقائد الفرق الناجية، ورسالة في الوقف، وكتاب المدارك الأصلية بالمقاصد الفرعية، وكتاب حاشية على المطول، وكتاب المختار في المعاني والبيان.